# Juicy J
Jordan Michael Houston (Memphis, Tennessee, 5 de abril de 1975), más conocido como Juicy J, es uno de los líderes del colectivo de Memphis rap, Three 6 Mafia. Junto a DJ Paul, es el encargado de producir la música del grupo. Es el hermano menor del rapero Project Pat. Es reconocido por sus comentarios graciosos y por llevar colmillos de vampiro bañados en oro en vídeos musicales y fotos.
En 2011 Hizo colaboración con Wiz Khalifa en el remix de Black and Yellow junto con Snoop Dogg y T-Pain.
En 2013 obtuvo su primer número uno Billboard Hot 100, cuando colaboró con el sencillo De La Cantante Katy Perry, Dark Horse.

## Discografía
- Juicy J - Vol. 6 1992
- Juicy J - Vol. 7 1993
- Juicy J - Vol. 8 Escape From Hell 1993
- Juicy J - Vol. 9mm........It's On 1994
- Juicy J - Vol. 10 Chronicles Of The Juice Man 1994
- Juicy J - Greatest Hits 1995
- Juicy J- Chronicles of the Juice Manne 1999
- Juicy J- Chronicles of the Juice Man (2002/Screwed and chopped)
- Juicy J- JJRC dedicatoy R4E

Álbumes de estudio:
- Chronicles of the Juice Man (2002)
- Hustle Till I Die (2009)
- Stay Trippy (2013)
- Rubba Band Business (2017)
- The Hustle Continues (2020)
- The Hustle Still Continues (2021)
- Ravenite Social Club (2024)
- Head On Swivel (2025)

Mixtapes:
- Rubba Band Business (2010)
- Rubba Band Business 2 (2011)
- Blue Dream & Lean (2011)
- Blue Dream & Lean 2 (2015)
- 100% Juice (2015)
- O's To Oscars (2015)
- Lit In Ceylon (2015)
- Must Be Nice (2016)
- Gas Face (2017)
- Highly Intoxicated (2017)
- Shutdafuckup (2018)
- Crypto Business (2022)
- Mental Trillness (2023)
- Mental Trillness 2 (2024)

Mixtapes en colaboración:
- Play Me Some Pimpin (con Project Pat) (2009)
- Play Me Some Pimpin 2 (con Project Pat) (2009)
- Cut Throat (con Project Pat) (2009)
- Cut Throat 2 (Dinner Thieves) (con Project Pat) (2010)
- Convicted Felons (con Project Pat) (2010)
- Cocaine Mafia (con Project Pat y French Montana) (2011)
- TGOD Mafia: Rude Awakening (con Wiz Khalifa y TM88) (2016)
- Stoner's Night (con Wiz Khalifa) (2022)
- Space Age Pimpin (con Pi'erre Bourne) (2022)
- Memphis Zoo (con Xavier Wulf) (2024)
- Live and in Color (con Logic) (2025)

## Sencillos
- Dark Horse (con Katy Perry)
- Ultimate (Remix) (con Denzel Curry)
- Aint Nothing (con Wiz Khalifa & Ty Dolla $ign)
- Gimme Gimme (con Slim Jxmmi)
- Kamasutra (con Cardi B)
- Powerglide (con Rae Sremmurd, Swae Lee y Slim Jxmmi)
- You Can Cry (con Marshmello y James Arthur)
- Neighboor con (Travis Scott)
- Sigo Fresh con (Fuego), (Duki), (Myke Towers) y (De La Ghetto)

## Premios y distinciones
Premios Óscar
| Año  | Categoría              | Canción                         | Película      | Resultado |
| ---- | ---------------------- | ------------------------------- | ------------- | --------- |
| 2006 | Mejor canción original | «It's Hard Out Here for a Pimp» | Hustle & Flow | Ganador   |